# Gaby Scheidegger
Gaby Scheidegger (* 1960) ist eine ehemalige Schweizer Skilangläuferin.

## Werdegang
Scheidegger, die für den SC Bernina Pontresina startete, trat national erstmals bei den Schweizer Meisterschaften 1980 in Lenk in Erscheinung. Dort wurde sie jeweils Zehnte über 10 km und 20 km. Im folgenden Jahr holte sie bei den Schweizer Meisterschaften Bronze über 20 km und wurde Ende Januar 1982 Schweizer Meisterin mit der Staffel. Bei den Schweizer Meisterschaften 1983 gewann sie jeweils Bronze über 10 km und 20 km sowie Silber mit der Staffel und bei den Schweizer Meisterschaften 1984 Bronze über 20 km und Silber mit der Staffel. Nach Platz drei jeweils über 5 km in Ulrichen sowie über 7,5 km in Maloja und Rang zwei über 5 km in Klosters zu Beginn der Saison 1984/85 holte sie bei den Schweizer Meisterschaften 1985 in Einsiedeln Silber mit der Staffel und belegte bei den nordischen Skiweltmeisterschaften 1985 in Seefeld in Tirol den 36. Platz über 10 km, den 33. Rang über 5 km und den 32. Platz über 20 km. In der Saison 1985/86 errang sie den dritten Platz über 5 km in St. Moritz und den zweiten Platz über 10,5 km in Pontresina und gewann bei den Schweizer Meisterschaften 1986 in Trun die Silbermedaille über 10 km. Im März 1986 holte sie in Falun mit dem 15. Platz über 30 km klassisch ihren ersten und einzigen Weltcuppunkt. In der folgenden Saison gewann sie bei den Schweizer Meisterschaften 1987 in Blonay erneut Silber mit der Staffel und belegte bei den nordischen Skiweltmeisterschaften 1987 in Oberstdorf den 29. Platz über 10 km klassisch und den 21. Rang über 5 km klassisch. Nach der Saison 1986/87 beendete sie ihre Karriere.